# Gerry Anderson
Gerald Alexander Abrahams Anderson, detto Gerry (Londra, 14 aprile 1929 – Henley-on-Thames, 26 dicembre 2012), è stato un regista, sceneggiatore, produttore televisivo e attore britannico.
È noto per aver inventato la tecnica di animazione basata in parte sull'elettromeccanica chiamata supermarionation,, applicata a modellini in scala ed alle classiche marionette. Attraverso questa tecnica artigianale di animazione realizzò, con la moglie Sylvia, la celebre serie televisiva Thunderbirds. Maggiore celebrità ebbe però grazie alle serie di fantascienza live action UFO e Spazio 1999.

## Biografia
Gerry Anderson iniziò la sua carriera come fotografo, ma nel dopoguerra cominciò a sviluppare un interesse per il cinema lavorando per la Colonial British Film Unit, la casa di produzione di cinegiornali colonialista inglese.
Nel 1947 si arruolò nella RAF. Ultimata la leva tornò a Gainsborough studiando fino al 1950.
Il brillante sodalizio professionale con la moglie Sylvia, durato più di un decennio, si concluse nel 1973 con il divorzio dopo la prima stagione della serie Spazio 1999 (Space: 1999).
Ha a lungo collaborato con il compositore Barry Gray che ha curato le colonne sonore e gli effetti speciali in tutte le sue serie.
È scomparso il 26 dicembre 2012 all'età di 83 anni, affetto da un paio di anni dalla Malattia di Alzheimer.

## Filmografia parziale

### Produttore

#### Cinema
- Crossroads to Crime, regia di Gerry Anderson (1960)
- Thunderbirds: i cavalieri dello spazio (Thunderbirds Are GO), regia di David Lane (1966)
- Thunderbird 6, regia di David Lane (1968)
- Doppia immagine nello spazio (Doppelganger, Journey to the Far Side of the Sun), regia di Robert Parrish (1969)
- The Investigator, regia di Gerry Anderson - direct-to-video (1973)
- UFO: Allarme rosso... Attacco alla Terra!, regia di Cyril Frankel, Jeremy Summers e David Tomblin (1973)
- UFO: Contatto radar - Stanno atterrando, regia di Bob Bell (1974)
- Invasione: UFO (Invasion: UFO), regia di Gerry Anderson, Cyril Frankel, Jeremy Summers e David Tomblin (1974)
- UFO... annientare S.H.A.D.O. stop. Uccidete Straker..., regia di David Lane e Alan Perry (1974)
- Moonraker - Operazione spazio (Moonraker), regia di Lewis Gilbert (1979)
- The Incredible Voyage of Stingray, regia di David Elliott, John Kelly e Alan Pattillo - direct-to-video (1980)
- Invaders from the Deep, regia di David Elliott, John Kelly, David Lane e Desmond Saunders (1981)

#### Televisione
- Here Comes Kandy, regia di E. Smith-Morris - cortometraggio TV (1956)
- The Adventures of Twizzle - serie TV (1957-1958)
- Torchy, the Battery Boy - serie TV (1960)
- Four Feather Falls - serie TV (1960)
- Supercar - serie animata, 39 episodi (1961-1962)
- Fireball XL5 - serie animata, 28 episodi (1962-1963)
- Stingray - serie animata, 39 episodi (1964-1965)
- Thunderbirds - serie animata, 32 episodi (1965-1966)
- Captain Scarlet and the Mysterons - serie animata, 32 episodi (1967-1968)
- Joe 90 - serie animata (1968-1969)
- The Secret Service - serie animata (1969)
- UFO - serie TV, 26 episodi (1970-1971)
- Gli invincibili - serie TV, 52 episodi (1972-1974)
- NBC Special Treat - serie TV, episodio 1x03 (1975)
- The Day After Tomorrow, regia di Charles Crichton - film TV (1976)
- Attacco alieno, regia di Charles Crichton, Lee H. Katzin e Bill Lenny - film TV (1976)
- Spazio 1999 - serie TV, 48 episodi (1975-1977)
- Destinazione: Base Lunare Alpha (Destination Moonbase-Alpha), regia di Tom Clegg - film TV (1978)
- Revenge of the Mysterons from Mars, regia di Brian Burgess, Robert Lynn e Ken Turner - film TV (1981)
- Cosmic Princess, regia di Charles Crichton e Peter Medak - film TV (1982)
- Oltre lo spazio tempo (Journey Through the Black Sun), regia di Ray Austin e Lee H. Katzin - film TV (1982)
- Terrahawks - serie TV, 39 episodi (1983-1986)
- Space Police, regia di Tony Bell - film TV (1986)
- Dick Spanner, P.I. - serie TV, 23 episodi (1987-2014)
- G-Force Intergalactic - serie TV, 5 episodi (1993)
- Space Precinct - serie TV, episodi 1x18-1x19 (1994-1995)
- Lavender Castle - serie TV, 26 episodi (1999-2000)
- Gerry Anderson's New Captain Scarlet - serie TV, episodio 1x01 (2005)
- Stingray: The Reunion Party, regia di John Kelly e Alan Pattillo - film TV (2008)